# Saya de Malha Bank

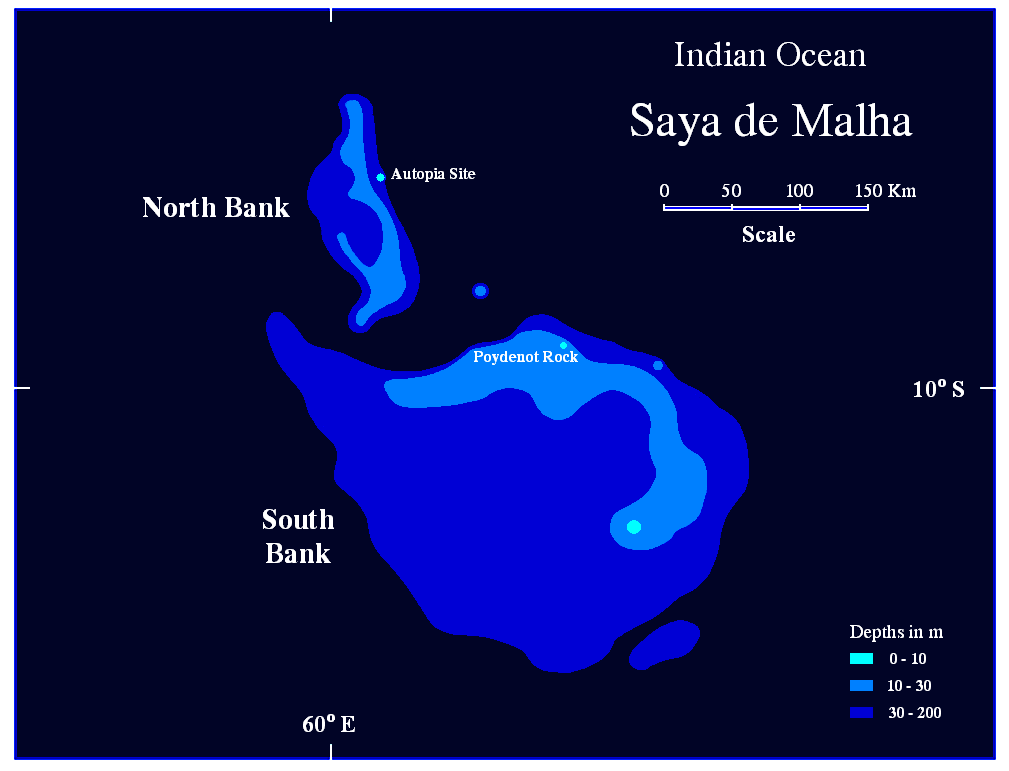

Saya de Malha Bank (noto anche con il nome di Sahia de Malha Bank) è il più grande banco sommerso esistente al mondo, parte della vasta piana abissale mascarenica. Si trova a nordest del Madagascar, a sudest delle Seychelles, e a nord del banco nazareno, delle Cargados Carajos e dell'arcipelago di Mauritius, e attualmente si trova in acque internazionali. La superficie di terra più vicina è rappresentata dalle piccole Isole di Agaléga (isole esterne di Mauritius), a circa 300 km ad ovest, seguita dalle coste sud delle Seychelles (Isola di Coëtivy), a circa 400 km nordovest. Le Mauritius amministrano tutto il banco di Saya de Malha, dal momento che una porzione si trova nella loro Zona Economica Esclusiva. 
Il banco copre un'area di 40,808 km quadrati ed è composta da due strutture separate, il più piccolo Banco Settentrionale (anche chiamato banco di Ritchie) e il più vasto Banco Meridionale. Se il Banco Meridionale fosse riconosciuto come atollo sommerso sarebbe il più grande del mondo, almeno tre volte il Great Chagos Bank, che è comunemente considerato il più grande atollo del mondo. Persino il più piccolo Banco Settentrionale sarebbe considerato uno dei più grandi atolli al mondo. Il Banco Settentrionale e Meridionale costituivano un'unica struttura fino a 64-69 milioni di anni fa, quando una falda oceanica si aprì fra di loro e iniziò a separarli.
Saya de Malha Bank consiste in una serie di stretti banchi, con profondità che variano dai 17 ai 29 metri sulla costa. Sono disposti in maniera semicircolare, intorno ad uno spazio, la precedente laguna, profondo circa 73 metri, che discende verso sudest. Alcune aree del banco sono poco profonde, arrivanndo a meno di 10 metri dalla superficie. I siti più superficiali conosciuti sono Poydenot Rock, ad una profondità di 8 metri, ed un sito senza nome a 145 km a nordovest, ad una profondità di 7 metri. I banchi sono coperti di praterie di fanerogame marine intersecato con piccole barriere coralline. A causa della sua posizione remota, il banco è tra le ecoregioni superficiali meno studiate sul pianeta. I banchi sono ambienti riproduttivi per le megattere e per le balenottere azzurre.